# اوریتاوانسین
اوریتاوانسین(به انگلیسی: Oritavancin) (INN، همچنین با نام‌های LY333328، Orbactiv نیز شناخته می‌شود) آنتی بیوتیک گلیکوپپتید نیمه سنتزی جدید است که برای درمان عفونت‌های شدید ناشی از  باکتری‌های گرم-مثبت تجویز می‌شود. ساختار شیمیایی آن به عنوان یک لیپوگلیکوپپتید مشابه ونکومایسین است.
سازمان غذا و داروی آمریکا و آژانس دارویی اروپا اوریتاوانسین را برای درمان عفونت‌های حاد باکتریایی پوست، تأیید کرده‌اند.